# Granja
Granja este un oraș în statul Ceará (CE) din Brazilia.

## Legături externe
- Granja Arhivat în 19 mai 2018, la Wayback Machine.